# Oxidator (Aquaristik)
In der Aquaristik ist der Oxidator eine Vorrichtung zur Anreicherung des Wassers mit Sauerstoff. Dazu wird in einem Gefäß im Aquarium Wasserstoffperoxid mit Hilfe eines Katalysators in Wasser und Sauerstoffradikale gespalten.

## Funktion
Ohne Stromkabel oder sonstige Technik versorgen Oxidatoren Aquarien und Gartenteiche mit dem lebensnotwendigen Sauerstoff. Dieser Vorgang geschieht langsam und gleichmäßig und stellt sicher, dass Abfallprodukte durch den Filter komplett abgebaut werden. Das für Wasserpflanzen notwendige Kohlendioxid wird hierbei nicht ausgetrieben. Durch eine positive Beeinflussung des Redox-Potentials wird das Algenwachstum gehemmt und das Aquarium bzw. der Gartenteich wird insgesamt „sauberer“.